# Turn It Up and Down
Turn It Up and Down è un singolo del 1996 dei Cappella.
Il brano ottenne notorietà in Finlandia e Svezia.

## Tracce
CD-Maxi  
1. Turn It Up and Down (Tee's Freeze Radio Mix) - 3:32
2. Turn It Up and Down (Video Mix) - 3:36
3. Turn It Up and Down (Tee's In House Mix) - 6:34
4. Turn It Up and Down (Mars Plastic Mix) - 5:31
5. Turn It Up and Down (R.A.F. Zone Mix) - 5:18
6. Turn It Up and Down (Frank' O' Moiraghi Mix) - 7:03
7. Turn It Up and Down (Pagani Mix) - 5:44